# Þórdís Kolbrún R. Gylfadóttir
Þórdís Kolbrún Reykfjörð Gylfadóttir, née le 4 novembre 1987 à Akranes, est une avocate et femme politique islandaise, membre du Parti de l'indépendance. 

## Biographie
Elle est membre de l'Althing (parlement islandais) pour la circonscription du Nord-Ouest depuis 2016, en tant que représentante du Parti de l'indépendance. 
De 2017 à 2021, elle est ministre du Tourisme, de l'Industrie et de l'Innovation d'Islande dans les gouvernements Benediktsson et Jakobsdóttir I. À l'âge de 29 ans, elle est alors la plus jeune femme à devenir ministre islandaise. Elle est vice-présidente du Parti de l'indépendance depuis 2018. Elle est également ministre de la Justice entre le 14 mars et le 5 septembre 2019.
Le 28 novembre 2021, elle est nommée ministre des Affaires étrangères et de la Coopération dans le gouvernement Jakobsdóttir II. Le 14 octobre 2023, elle devient ministre des Finances et des Affaires économiques en remplacement de Bjarni Benediktsson, qui lui succède aux Affaires étrangères. Enfin, le 10 avril 2024, elle retrouve le poste de ministre des Affaires étrangères et de la Coopération dans le gouvernement Benediktsson II.